# Where the Devil Roams
Where the Devil Roams és una pel·lícula de terror estatunidenca del 2023 escrita, dirigida i protagonitzada per John Adams, Zelda Adams i Toby Poser. Fou projectada a la secció Noves Visions del LVI Festival Internacional de Cinema Fantàstic de Catalunya. Ha estat subtitulada al català.

## Trama
Una família d'intèrprets secundaris d'espectacles assassins viatja per tot el món al circuit del carnaval moribund.

## Recepció
La pel·lícula té una puntuació 100% "fresca" a Rottentomatoes basat en 36 ressenyes.